# Comuna Poliske, Stara Vîjivka
Poliske (în ucraineană Поліське) este o comună în raionul Stara Vîjivka, regiunea Volînia, Ucraina, formată din satele Brunetivka, Cevel și Poliske (reședința).

## Demografie
Componența lingvistică a satului Poliske
     Ucraineană (99,47%)
     Alte limbi (0,47%)
Conform recensământului din 2001, majoritatea populației satului Poliske era vorbitoare de ucraineană (99,47%), existând în minoritate și vorbitori de alte limbi.